# Ciemnobiałka szarawa
Ciemnobiałka szarawa (Melanoleuca schumacheri  (Fr.) Singer) – gatunek grzybów należący do rzędu pieczarkowców (Agaricales).

## Systematyka i nazewnictwo
Pozycja w klasyfikacji według Index Fungorum: Melanoleuca, Incertae sedis, Agaricales, Agaricomycetidae, Agaricomycetes, Agaricomycotina, Basidiomycota, Fungi.
Po raz pierwszy opisał go w 1818 r. Elias Fries, nadając mu nazwę Agaricus schumacheri. Obecną, uznaną przez Index Fungorum nazwę nadali mu w 1934 r. Rolf Singer. Synonimy naukowe:
- Agaricus schumacheri Fr. 1818
- Gyrophila schumacheri (Fr.) Quél. 1888
- Tricholoma schumacheri (Fr.) Gille 1874
- Tricholoma schumacheri var. sordescens P. Karst. 1892
- Tricholoma strictipes var. schumacheri (Fr.) J.E. Lange 1938[2].

Polską nazwę zarekomendował Władysław Wojewoda w 2003 r.

## Morfologia
Kapelusz
Średnica 6–912 cm, początkowo wypukły, potem płaski, na koniec wklęsły, z ciemniejszym garbkiem. Powierzchnia bladoszara, dymna, gładka, błyszcząca, z wiekiem pękająca i ciemniejąca.
Blaszki
Zbiegające z ząbkiem, szerokie, gęste, cienkie, faliste, początkowo białawe, potem kremowobiałe.
Trzon
Wysokość 5–7 cm, grubość 0,6–1,3 cm, cylindryczny z nieco zgrubiałą podstawą. Powierzchnia podłużnie włókienkowata, tej samej barwy co kapelusz.
Miąższ
W kapeluszu białawy, w trzonie o barwie od białawej do jasnobrązowej, o wyraźnym zapachu, początkowo słodkawy, potem gorzki.
Wysyp zarodników
Biały. Zarodniki 5–6,5 × 7,5–9 µm.

## Występowanie i siedlisko
Znany jest tylko w Europie i Azji. W Polsce do 2003 r. znane były tylko dwa stanowiska, w tym jedno dawne, podane przez Bagumira Eichlera w 1900 r. W późniejszych latach podano kilka nowych stanowisk.
Naziemny grzyb saprotroficzny.